# Różanecznik drzewiasty
Różanecznik drzewiasty (Rhododendron arboreum) – gatunek drzewa należący do rodziny wrzosowatych. Pochodzi i rośnie na górzystych zboczach w Himalajach, Indiach oraz południowo-zachodnich Chinach. Jest on taksonem rodzicielskim współczesnych odmian czerwono kwitnących różaneczników.

## Morfologia
PokrójDrzewo o wysokości do 16 metrów.
LiścieMatowe, skórzaste 20 centymetrowe liście, pokryte filcowym kutnerem.
KwiatyDuże, skupione, w kolorze nasyconej czerwieni lub w odcieniach bieli i różu.

## Uprawa
WymaganiaGatunek ten ma bardzo niską mrozoodporność, przez co nie może być hodowany w polskim klimacie. Współcześni hodowcy stworzyli odmiany, które z powodzeniem rosną w Europie Środkowej. Należą do nich odmiany takie jak: 'Brittania', 'Cardinal' czy 'Torero'.